# O.K. (film)
Pour l’article homonyme, voir OK.
O.K. est un film allemand réalisé par Michael Verhoeven, sorti en 1970. Il est présenté lors de la Berlinale 1970.
Tout comme Outrages de Brian De Palma (sorti en 1989), ce film s'inspire l'Incident de la colline 192, un fait réel survenu en novembre 1966 dans la province de Bình Định.

## Synopsis
Ce film évoque un fait divers de la guerre du Viêt Nam, et ceci dans le contexte de la guerre froide. Dans le fait divers dont s'inspire le film, des soldats américains engagés au Vietnam violent et assassinent une jeune fille. Verhoeven déplace l’action dans les forêts bavaroises, avec des effets de distanciation brechtiens.

## Coup d'éclat provoqué par le film à la Berlinale
En 1970, ce film de Michael Verhoeven est présenté au Festival de Berlin. Le président du jury, ulcéré par le film, décide de quitter le festival. La Berlinale est interrompue,.

## Fiche technique
- Titre : O.K.
- Réalisation et scénario : Michael Verhoeven
- Production : Rob Houwer
- Musique : Axel Linstädt
- Pays de production : Allemagne
- Format : noir et blanc - 1,66:1 - Mono
- Genre : Drame, guerre
- Durée : 80 minutes
- Dates de sortie[3] :
  - Allemagne de l'Ouest : juin 1970 (Berlinale 1970)
  - Allemagne de l'Ouest : 16 juillet 1970

## Distribution
- Gustl Bayrhammer : le capitaine Vorst
- Hartmut Becker : Ralph Clarke
- Senta Berger : elle-même
- Hanna Burgwitz : Josefine
- Michael Verhoeven : Sven
- Friedrich von Thun : le sergent Tony Meserve